# ريديت
ريديت هو مجتمع إخباري على الإنترنت، إلا أنه يعتبر من مواقع مشاركة الروابط ومناقشتها حتى بات يشبه المنتديات، يعرف ريديت بالصفحة الرئيسية للإنترنت.
يستطيع الأعضاء المسجلون في الموقع إضافة الكثير من أنواع المحتوى إلى الموقع مثل الروابط والمنشورات النصية والصور، والتي يتم التصويت عليها بعد ذلك لصالح أو رفض أعضاء آخرين. يتم تنظيم المشاركات حسب الموضوع في لوحات يتم إنشاؤها بواسطة المستخدم تسمى "subreddits"، والتي تغطي مجموعة متنوعة من الموضوعات مثل الأخبار والسياسة والعلوم والأفلام وألعاب الفيديو والموسيقى والكتب والرياضة واللياقة والطبخ والحيوانات الأليفة ومشاركة الصور. تظهر المشاركات التي تحتوي على المزيد من الأصوات الأعلى في الجزء العلوي من subreddit الخاص بهم، وإذا حصلوا على عدد كافٍ من الأصوات المؤيدة، فسيظهر في النهاية على الصفحة الرئيسية للموقع. على الرغم من القواعد الصارمة التي تحظر المضايقات، ينفق مسؤولو ريديت موارد كبيرة على الإشراف على الموقع.
اعتبارًا من أكتوبر 2020، احتل موقع ريديت المرتبة السابعة عشر بين أكثر المواقع زيارةً في العالم والسابع الأكثر زيارةً في الولايات المتحدة، وفقًا لموقع أليكسا إنترنت، حيث يأتي 40.9% من قاعدة مستخدميه من الولايات المتحدة، تليها الولايات المتحدة. المملكة 10.0٪ وكندا 5.2٪.
تأسس ريديت من قبل زميلي السكن في جامعة فيرجينيا ستيف هوفمان وأليكسيس أوهانيان، وآرون شوارتز. وفي عام 2005. استحوذت Condé Nast Publications على الموقع في أكتوبر 2006. وفي عام 2011، أصبحت ريديت شركة فرعية مستقلة عن الشركة الأم لشركة Condé Nast. وفي أكتوبر 2014، جمع ريديت (50 مليون دولار) في جولة تمويل بقيادة سام ألتمان بما في ذلك المستثمرين مارك أندريسن وبيتر ثيل ورون كونواي وسنوب دوج وجاريد ليتو. قدرت استثماراتهم الشركة بـ 500 مليون دولار في ذلك الوقت. في يوليو 2017، جمع ريديت 200 مليون دولار لتقييم 1.8 مليار دولار، ومع بقاء Advance Publications صاحبة النسبة الأكبر. في فبراير 2019، أدت جولة تمويل بقيمة 300 مليون دولار بقيادة تينسنت إلى رفع قيمة الشركة إلى 3 مليارات دولار. يحتوي الموقع على بعض الإعلانات التجارية المدفوعة.و في فبراير 2024 طرحت أسهمها للتداول لدى هيئة الأوراق المالية والبورصات الأميركية حيث يقود طرح ريديت كل من مورغان ستانلي، غولدمان ساكس، جيه بي مورغان، بنك أوف أميركا،وفي هذا الطرح الأولي تتطلع ريديت للوصول لتقييم بنحو 6.5 مليار دولار.

## نظرة عامة على الموقع
ريديت هو موقع ويب يتضمن محتوى تم إنشاؤه بواسطة المستخدمين - بما في ذلك الصور ومقاطع الفيديو والروابط والمشاركات المستندة إلى نص - ومناقشات هذا المحتوى في نظام لوحة إعلانات. اسم 'ريديت' هو عبارة 'قراءة' بعبارة 'اقرأها'، أي 'قرأتها على ريديت' (باللغة الإنجليزية: read, I read it on reddit). اعتبارا من عام 2018، هناك ما يقرب من 330 مليون مستخدم Reddit، [بحاجة لمصدر] ينقسم محتوى الموقع إلى فئات أو مجتمعات تعرف على الموقع باسم 'subreddits'، يوجد منها أكثر من 138,000 مجتمع نشط.
كشبكة من المجتمعات، يتكون محتوى Reddit الأساسي من منشورات يكتبها مستخدمو الموقع. يمكن للمستخدمين التعليق على مشاركات الآخرين لمتابعة المحادثة. الميزة الرئيسية لـ Reddit هي أنه يمكن للمستخدمين الإدلاء بأصوات إيجابية أو سلبية، تسمى التصويتات المؤيدة والتصويت المعارِض على التوالي، لكل منشور وتعليق على الموقع. يحدد عدد الأصوات المؤيدة أو المعارضة ظهور المنشورات على الموقع، لذلك يتم عرض المحتوى الأكثر شيوعًا لمعظم الأشخاص. يمكن للمستخدمين أيضًا كسب 'كارما' (بالإنجليزية karma) مقابل منشوراتهم وتعليقاتهم، وهي حالة تعكس مكانتهم داخل المجتمع ومساهماتهم في Reddit.
تظهر المشاركات الأكثر شيوعًا من subreddits بالموقع على الصفحة الأولى لأولئك الذين يتصفحون الموقع بدون حساب. بشكل افتراضي لهؤلاء المستخدمين، ستعرض الصفحة الأولى subreddit r / popular، التي تعرض أعلى المشاركات مرتبة في جميع Reddit، باستثناء المجتمعات غير الآمنة للعمل وغيرها من المجتمعات التي يتم تصفيتها بشكل شائع من قبل المستخدمين (حتى لو كانوا آمنة للعمل). لا يقوم subreddit r / all بتصفية الموضوعات. يرى المستخدمون المسجلون الذين اشتركوا في subreddits المحتوى الأعلى من subreddits التي اشتركوا فيها على صفحاتهم الأولى الشخصية.
يتم تحديد ترتيب الصفحة الأولى - لكل من الصفحة الأولى العامة وsubreddits الفردية - من خلال مجموعة من العوامل، بما في ذلك عمر الإرسال، ونسبة التعليقات الإيجابية («المؤيدة») إلى السلبية («تم التصويت عليها»)، والإجمالي عدد الأصوات.

### المستخدمون والمشرفون
إنشاء حساب في Reddit مجاني لكن يتطلب عنوان بريد إلكتروني. بالإضافة إلى التعليق والتصويت، يمكن للمستخدمين المسجلين أيضًا إنشاء (subreddit) الخاص بهم حول موضوع من اختيارهم. في أسلوب Reddit، تبدأ أسماء المستخدمين بـ "u /".

### ميزات أخرى
إن Reddit Premium (المعروف سابقًا باسم Reddit Gold) هو عضوية متميزة تتيح للمستخدمين مشاهدة الموقع بدون إعلانات. يمكن أيضًا منح المستخدمين عملات معدنية موهوبة إذا كان مستخدم آخر قدّر التعليق أو المنشور خصوصًا، ويرجع ذلك عمومًا إلى المحتوى الفكاهي أو عالي الجودة. يقدم Reddit Premium العديد من الميزات التي لا يمكن للمستخدمين العاديين الوصول إليها، مثل إبراز التعليقات، وsubreddits الحصرية، وSnoo المخصص (المعروف باسم "snoovatar"). والجديد بالذكر انه تمت إعادة تسمية Reddit Gold باسم Reddit Premium في عام 2018. بالإضافة إلى العملات الذهبية، يمكن للمستخدمين تقديم عملات فضية وبلاتينية إلى مستخدمين آخرين كمكافآت على جودة المحتوى.
على الموقع، يحتفل Redditors بـ «يوم الكعكة» (بالإنجليزية "cake day")مرة واحدة سنويًا، في ذكرى اليوم الذي تم فيه إنشاء حسابهم. يوم الكعكة يضيف أيقونة لشريحة صغيرة من الكعكة بجوار اسم المستخدم لمدة 24 ساعة.
في عام 2017، طور Reddit برنامج الدردشة الخاص به في الوقت الفعلي للموقع. في حين أن بعض المنتديات الفرعية الراسخة قد استخدمت برامج طرف ثالث للدردشة حول مجتمعاتهم، قامت الشركة ببناء وظائف دردشة تأمل أن تصبح جزءًا لا يتجزأ من Reddit. وتم طرح غرف الدردشة الفردية في عام 2017 وتم طرح غرف الدردشة المجتمعية لأعضاء منتدى فرعي معين في عام 2018.
في عام 2019، اختبر Reddit ميزة جديدة سمحت للمستخدمين بإرشاد الآخرين. تم إتاحته فقط لمستخدم يدعى كريس الذي يستخدم الاسم المستعار u/shittymorph، والذي كان معروفًا بنشر تعليقات مكتوبة جيدًا.

## التاريخ

### تاريخ الشركة
نشأت الفكرة والتصور الأولي لـ ريديت مع زملاء في غرفه السكن الجامعي هم ستيف هوفمان وأليكسيس أوهانيان في عام 2005. حضر هوفمان وأوهانيان محاضرة وكان المحاضر هو المبرمج بول جراهام في بوسطن، ماساتشوستس، خلال إجازة الربيع في جامعة فيرجينيا. بعد التحدث مع هوفمان وأوهانيان عقب المحاضرة، دعا جراهام الاثنين الي شركته الخاصة (Y Combinator). كانت فكرتهم الأولية، موقع My Mobile Menu، الغير ناجحة،  وكان القصد منها السماح للمستخدمين بطلب الطعام عن طريق الرسائل النصية القصيرة.(sms)  أثناء جلسة العصف الذهني لتفيكر في إنشاء شركة ناشئة بفكره مميزة، تم إنشاء الفكرة لما أطلق عليه غراهام «الصفحة الأولى للإنترنت» ("front page of the Internet"). لهذه الفكرة، تم قبول هوفمان وأوهانيان في شركه Y Combinator. بدعم من تمويل من Y Combinator، [بحاجة لمصدر] قام هوفمان ببرمجة الموقع بلغة Common Lisp  وبالتعاون مع أوهانين Ohanian أطلق ريديت في يونيو 2005.
قام الفريق بالاتساع وتم استدعاء كريستوفر سلو في نوفمبر 2005. بين نوفمبر 2005 ويناير 2006، اندمجت شركة ريديت مع شركة آرون شوارتز Infogami، وأصبح شوارتز مالكًا متساويًا للشركة الأم الناتجة Not a bug. كتبت أوهانين لاحقًأ أن بدل من التصريح بأن شوارتز شريك مؤسس، الوصف الصحيح أنَّ شركةَ شوارتز تم الحصول عليها من قِبَل شركة ريديت ستة أشهر بعد أن بدأ هو وهوفمان. قام هوفمان وأهانيون بعدها ببيع ريديت إلى منشورات كونديه ناست Condé Nast Publications، مالكة وايرد، في 31 أكتوبر 2006، مقابل 10 ملايين دولار إلى 20 مليون دولار وانتقل الفريق إلى سان فرانسيسكو. في تشرين الثاني (نوفمبر) 2006، كتب شوارتز مدونته يشكو من بيئة الشركة الجديدة ، منتقدًا مستوى إنتاجيتها. في يناير 2007، تم طرد شوارتز لأسباب غير معلنة. ترك هوفمان وأوهانيان موقع ريديت في عام 2009. ذهب هوفمان ليشارك في تأسيس هيبمنك Hipmunk مع آدم غولدشتاين، وبعد ذلك قام بتوظيف أوهانيون وسلو إلى شركته الجديدة. بعد مغادرة هوفمان وأوهانيون لريديت، لعب إريك مارتن، الذي انضم إلى الشركة كمدير مجتمع في عام 2008 وأصبح فيما بعد مديرًا عامًا في 2011، دورًا في نمو ريديت. أشار VentureBeat إلى أن مارتن كان «مسؤولاً عن إبقاء الموقع قيد التشغيل» تحت ملكية كونديه. قام مارتن بتسهيل شراء هدايا ريديت وقاد المبادرات الخيرية.

### التكنولوجيا والتصميم

#### البرمجة والكود
ريديت كان مكتوبًا في البداية ب«كومون ليسب» ثم تم القيام بإعادة برمجته ب«بايثون» في ديسمبر 2005 للتمكن من الحصول على مكتبات الكود أوسع. إطار عمل الويب «بايثون» التي طورها شوارتز لتشغيل الموقع، web.py، متاح كمشروع مفتوح المصدر.

#### الاستضافة والخوادم
اعتبارا من 10 نوفمبر 2009، تم إيقاف خوادم ريديت وانتقلت خوادم ريديت إلى Amazon web services

#### تطبيقات المحمول
في عام 2010، قامت شركة ريديت بطرح أول واجهة إنترنت خاصة بالمحمول لتسهيل القراءة التصفح الوقع على شاشات التي تحتوي على خاصية اللمس. للسنوات عديدة، اعتمد مستخدمو ريديت على تطبيقات طرف ثالث لاستخدام ريديت على الهواتف المحمولة. في أكتوبر 2014، قام ريديت بالاستحواذ على أحد هذه التطبيقات- ألين بلو Alien Blue- والذي أصبح تطبيق الiOS الرسمي الخاص بريديت. أزال ريديت ألين بلو وقامت بطرح التطبيق الرسمي- ريديت: التطبيق الرسمي- على غوغل بلاي وآب ستور في أبريل 2016.
كانت الشركة قد طرحت تطبيقًا خاص بريديت سوؤال وإجابة «اسألني أي شئ» ساب ريديت في 2014.

## شؤون الشركة
ريديت هي شركة خاصة مقرها في سان فرانسيسكو، كاليفورنيا. لها مكتب في حي تندرلوين. ضاعفت شركة ريديت عدد موظفيها في عام 2017 ؛  اعتبارًا من 2018، وظفت ما يقرب من 350 شخصًا. في عام 2017، بلغت قيمة الشركة 1.8 مليار دولار خلال جولة تمويل جديدة بقيمة 200 مليون دولار. كانت الشركة مملوكة سابقًا لشركة Condé Nast، ولكن تم تشكيلها كشركة مستقلة. اعتبارًا من أبريل 2018، احتفظت Advance Publications، الشركة الأم لشركة Condé Nast، بحصة الأغلبية في ريديت.
يشمل موظفو الإدارة الرئيسيون في ريديت المؤسس المشارك والرئيس التنفيذي ستيف هوفمان،  كبير مسؤولي التكنولوجيا كريس سلو، الذي كان المهندس الرئيسي الأصلي للشركة،  ومدير العمليات الرئيسي جين وونغ، وهو الرئيس السابق للقسم الرقمي ورئيس العمليات في تايم إنك 
لا تكشف ريديت عن أرقام إيراداتها. تحقق الشركة إيرادات جزئيًا من خلال الإعلانات والعضويات المميزة التي تزيل الإعلانات من الموقع.
كجزء من ثقافة الشركة، تعمل رديت على سياسة عدم التفاوض على رواتب الموظفين. تقدم الشركة للأمهات الجدد، والآباء، والآباء بالتبني ما يصل إلى 16 أسبوعًا من الإجازة الوالدية.

## الإعلان
في فبراير 2013، نشر بيتابيت منشورًا يعترف بتدفق الشركات متعددة الجنسيات مثل كوستكو وتاكو بيل وسوبارو وماكدونالدز الذين ينشرون محتوى ذا علامة تجارية على ريديت والذي أُظهر كما لو كان محتوى أصليًا من مستخدمي ريديت الشرعيين. كتبت PAN Communications أن المسوقين يريدون "التسلل إلى مجتمع ريديت نيابة عن علامتهم التجارية"، لكنهم أكدوا أن "الترويج الذاتي ممنوع" وأشار مدير الاتصالات السابق في ريديت إلى أن الموقع "عضوي بنسبة 100٪."  أوصت بأن يقوم المعلنون بتصميم إعلانات ترويجية "تثير المحادثات وردود الفعل". وأوصت الشركات باستخدام AMA لجذب الانتباه إلى الشخصيات العامة لكنها حذرت "من المهم التعامل مع AMAs بعناية وأن تكون مدركًا أن هذا قد لا يكون مناسبًا لكل مشروع أو عميل. أجرت نيسان ترويجًا ناجحًا للمحتوى ذي العلامة التجارية يقدم للمستخدمين هدايا مجانية للإعلان عن سيارة جديدة ، على الرغم من أن الشركة تعرضت لاحقًا للسخرية للاشتباه في أنها شركة تسويق عندما أجاب الرئيس التنفيذي فقط على أسئلة منفوخة على الموقع. وصف تايلور هذه المواقف بأنها "عالية الخطورة"، مشيرًا إلى: "نحاول جاهدين تثقيف الناس بأنه يتعين عليهم التعامل مع الأسئلة التي قد تبدو غير محترمة أو خارج المجال كما لو كانوا يسألون عن المشروع المحدد الذي يروجون له".

## وصلات خارجية
- ريديت على موقع Open Hub (الإنجليزية)
- ريديت على موقع Google Play (الإنجليزية)
- الموقع الرسمي